# Максиміліан Марія Турн-унд-Таксіс
Максиміліан Марія Карл Йозеф Габріель Ламорал фон Турн-унд-Таксіс (нім. Maximilian Maria Karl Joseph Gabriel Lamoral von Thurn und Taxis), (нар. 24 червня 1862 — пом. 2 червня 1885) — 7-й князь фон Турн-унд-Таксіс, син принца Турн-унд-Таксіс Максиміліана Антона Ламорала та принцеси Баварії Олени Віттельсбах.

## Біографія
Максиміліан народився 24 червня 1862 року в палаці Таксіс у Дішинґені. Він був першим сином і третьою дитиною в родині принца Максиміліана Антона Турн-унд-Таксіс та його дружини Олени Баварської. Хлопець мав старших сестер Луїзу та Єлизавету, а згодом з'явився молодший брат Альберт. Батько помер, коли Максиміліану було п'ять років. А у 1871, коли йому виповнилося дев'ять, пішов з життя і дід, Максиміліан Карл, передавши йому титул імперського князя. Оскільки Максиміліан був замалим для державних справ, фактично головою дому Турн-унд-Таксіс стала його матір Олена.
Освітою принца займався барон Карл фон Ґейр-Шлеппенбург. Максиміліан не відвідував державних гімназій, натомість отримуючи приватні уроки. Від 1880 навчався в університетах Бонна, Стратсбурга та Геттінгена, де вивчав філософію, право та економіку.
Цікавився не лише полюванням і верховою їздою, а й розвитком науки та мистецтва. СВоїм архіваріусам віддав наказ написати науково обґрунтовану історію династії Турн-унд-Таксіс.

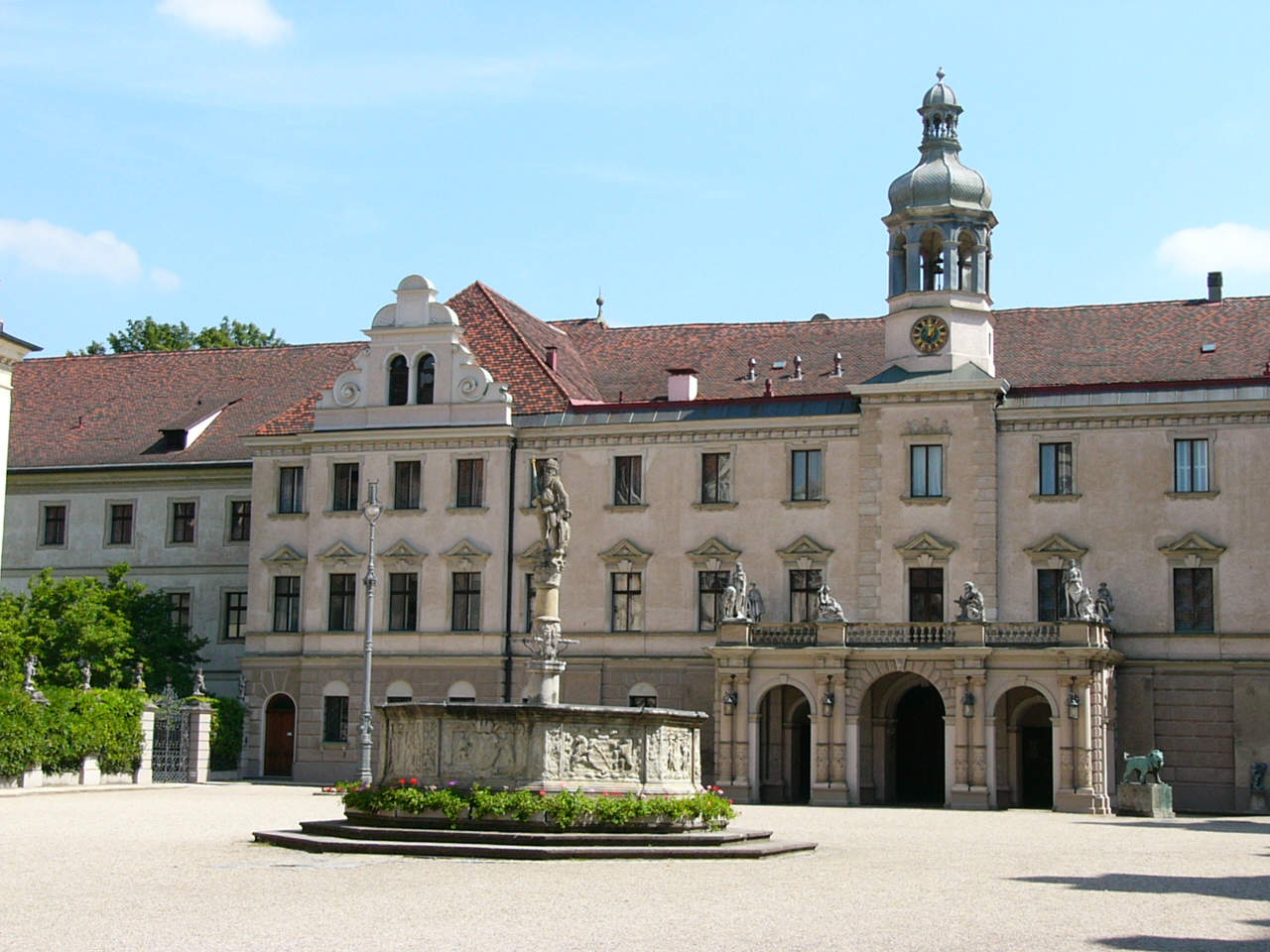
Замок святого Еммерама

1883-го з нагоди досягнення повноліття і офіційного вступу на державну діяльність Максиміліан зробив щедрі пожертви для бідних верств населення міста Регенсбург і його околиць, а також почав відновлення каплиці абатства святого Еммерама. Задум щодо розширення замку святого Еммерама він мав з 1882 року, коли вирішив знести частину монастиря і відновити праве крило у дусі неоренесансу. Головним архітектором мав стати Макс Шульце.
Принц важко захворів 1885, після візиту до дядька Франца Йозефа, із яким вони полювали тетеруків. З дитинства, перенісши скарлатину, страждав на сильні спазми серця. Помер 2 червня у віці 22 років. Похований у склепі каплиці замку святого Еммерама.
Наступним князем Турн-унд-Таксіс став його молодший брат Альберт. При ньому і була закінчена перебудова замку, який тепер вважається значною історичною пам'яткою Німеччини.